# Jan Willem Linssen
Jan Willem Linssen (Haelen, 9 februari 1867 – Meijel, 13 mei 1922) was van 1913 tot 1921 burgemeester van Meijel.
Hij werd geboren als zoon van de landbouwer en wever Willem Linssen (1824-1897) en Maria Hermans (1834-1916) en huwde in 1891 met Ursulina Hubertina Raemakers (1867-1929). Uit dit huwelijk werden twee zonen geboren die beiden priester werden.
Linssen was van 1890 tot 1895 onderwijzer aan de openbare lagere school van Vlierden en vervolgens tot 1913 hoofd van de lagere school in Meijel. 
Bij Koninklijk besluit van 6 oktober 1913 werd hij benoemd tot burgemeester van de gemeente Meijel. Op 1 mei 1921 kreeg hij op eigen verzoek eervol ontslag als burgemeester. 
Vanaf 1921 was hij schoolopziener in het district Roermond.